# Wermund
Wermund o Wærmund (también Garmund) fue un legendario caudillo vikingo, monarca del reino de Angeln (Dinamarca) según las leyendas de los pueblos germánicos, hijo del rey Wiglek y padre de Offa. El reinado de Wermund fue largo y próspero, aunque finalmente mermado por las incursiones de guerra del rey de los sajones Athislus. Según la crónica anglosajona era nieto de Woden, pero el cronista Saxo Grammaticus no acepta tal concepto en su Gesta Danorum. Wermund aparece mencionado como Garmund en el poema épico Beowulf, padre de Offa y abuelo de Eomer, el mismo personaje también está presente en el poema Widsith.
La saga Skjöldunga imputa a Wermund la paternidad de la princesa Offa, que casó con el rey Dan.